# Un caz de exorcizare
The Exorcism of Emily Rose (Un caz de exorcizare) este un film horror dramatic american din 2005, regizat de Scott Derrickson, în rolurile principale fiind Laura Linney și Tom Wilkinson. Film este bazat pe povestea reală a lui Anneliese Michel și prezintă un auto-proclamat agnostic care acționează în calitate de avocat al apărării (Linney) reprezentând preotul parohiei (Wilkinson), acuzat de stat în omucidere din neglijență după ce a întreprins un ritual de exorcism. Filmul, care are loc în mare măsură într-o sală de judecată, descrie evenimentele care au dus până la și inclusiv exorcizarea, prin flashback-uri.

## Distribuție
- Jennifer Carpenter în rolul lui Emily Rose
- Laura Linney în rolul lui Erin Christine Bruner
- Tom Wilkinson în rolul Părintelui Richard Moore
- Colm Feore
- Mary Beth Hurt
- Henry Czerny
- Shohreh Aghdashloo ca Dr. Sadira Adani